# Saint-Céneré
Saint-Céneré is een plaats en voormalige gemeente in het Franse departement Mayenne in de regio Pays de la Loire. De plaats maakt deel uit van het arrondissement Château-Gontier.

## Geschiedenis
Saint-Céneré maakt sinds 22 maart 2015 deel uit van het kanton Meslay-du-Maine toen het kanton Montsûrs, waar de gemeente daarvoor onder viel, werd opgeheven. Op 1 januari 2017 fuseerde Saint-Céneré met de aangrenzende gemeente Montsûrs tot de commune nouvelle Montsûrs-Saint-Cénéré. Op 1 januari 2019 fuseerde deze gemeente met Deux-Évailles, Montourtier en Saint-Ouën-des-Vallons tot de huidige commune nouvelle Montsûrs.

## Geografie
De oppervlakte van Saint-Céneré bedraagt 18,9 km², de bevolkingsdichtheid is 24,3 inwoners per km².
De onderstaande kaart toont de ligging van Saint-Céneré met de belangrijkste infrastructuur en aangrenzende gemeenten.

## Demografie
Onderstaande figuur toont het verloop van het inwonertal (bron: INSEE-tellingen).

Deux-Évailles · Montourtier · Montsûrs · Saint-Céneré · Saint-Ouën-des-Vallons